# Champvans-les-Moulins
Champvans-les-Moulins är en kommun i departementet Doubs i regionen Bourgogne-Franche-Comté i östra Frankrike. Kommunen ligger i kantonen Audeux som tillhör arrondissementet Besançon. År 2022 hade Champvans-les-Moulins 317 invånare.

## Befolkningsutveckling
Antalet invånare i kommunen Champvans-les-Moulins
Referens:INSEE